# Fekete halál
A fekete halál (latinul: atra mors) az emberi történelem legpusztítóbb pestisjárványa volt, amelynek következtében 75-200 millió ember halt meg a 14. század közepén, 1347 és 1352 között Európában, Észak-Afrikában, a Közel-Keleten és Közép-Ázsiában. Európa lakosságának – a különböző becslések szerint – 30-60 százaléka odaveszett.
A 19. századi vizsgálatok azonosították a ragály kórokozóját, amelyet felfedezőjéről, Alexandre Yersin svájci–francia orvosról Yersinia pestisnek neveztek el. A kórokozó a Közép-Ázsiában honos rágcsálók bolhájában tenyészik. A baktérium elváltozást idéz elő a bolha beleiben, aminek következtében a rovar, a kórokozóval együtt, visszaöklendezi a kiszívott vért a sebbe, és így megfertőzi a gazdaállatot. Miután a rágcsáló elpusztul, a rovar új gazdatestet keres, így kerül át az emberre. A baktérium a középkori krónikák által feljegyzett háromféle betegségtípust – bubópestis, tüdőpestis és vérpestis – okoz.
A bolhák a selyemúton, a kereskedők ruházatában és árujukban jutottak el nyugatra 1347-ben. Európa városai kiváló terepei voltak a járványnak: zsúfoltak és mocskosok voltak, az utcákon állati és emberi ürülék bűzlött. Az ivóvizet rossz kutakból, az iparosok által szennyezett folyókból nyerték, és a sok éhezéstől általában is legyengültek voltak az emberek.
Mivel az emberek nem értették a kór biológiáját, sokan isteni büntetésnek tekintették a ragályt, és úgy vélték, csak az Úr megbocsátása állíthatja meg. Több helyen „megtisztították” a városokat az "eretnekek"-től, mások viszont magukban keresték a bajok forrását, önsanyargató folyamatba kezdtek (→ flagellánsok). A városok pestisdoktorokat alkalmaztak, akik kezdetleges és általában haszontalan gyógymódokkal próbálták kezelni a betegeket, valamint feljegyezték a döghalál áldozatainak számát.
A fekete halál elképesztő rettegést hozott mindenkire Európában: napok alatt teljes közösségek pusztultak el, és a betegség nem kímélt senkit. A legnagyobb problémát a holttestek eltüntetése jelentette. Mivel a templomkertek és a temetők megteltek, egyszerűen nem jutott elég hely a halottaknak, így tömegsírokba temették őket. Francesco Petrarca egy levelében így írt a rettegésről: „Testvérem, bárcsak soha ne születtem volna meg, vagy legalább meghaltam volna e kor előtt!”
A ragály 1352-es visszaszorulása után számos pestisjárvány söpört végig Európán 1369-ben, 1374–75-ben, 1379-ben, 1390-ben, 1407-ben, egészen 1722-ig, de olyan pusztulást, mint az első hullám, ezek már nem okoztak. Ennek egyik oka a higiéniás szokások megváltozása volt: az emberek gyakrabban fürödtek, és a nagyobb tisztaság miatt romlottak a bolhák és a patkányok általános életkörülményei.
Alig öt év alatt 20 millió európai halt meg, ezt a hatalmas veszteséget csak 150 év alatt heverte ki Európa. A városok elnéptelenedtek, ami akadályozta a termelés és a gazdaság helyreállását. Drasztikusan csökkent a munkavállalók száma, a munkaerő értékesebb lett, így a járvány kedvező mellékhatásaként a nincstelenek nagyobb jogokat és juttatásokat harcolhattak ki maguknak.

## A kórokozó

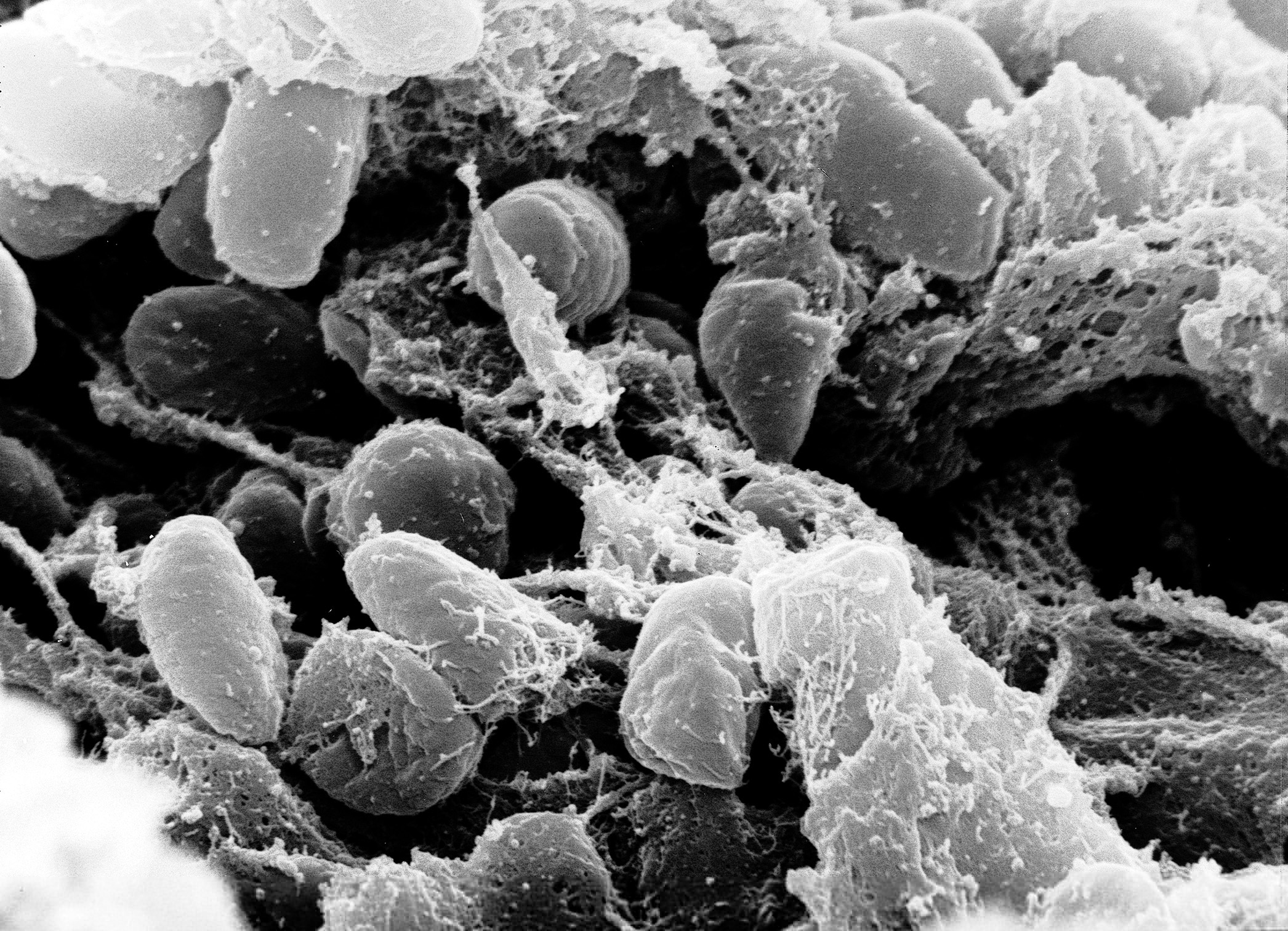
Pestisbaktériumok elektronmikroszkóp alatt

1894-ben egy svájci–francia orvos, Alexandre Yersin vezetésével Hongkongban vizsgálódott egy nemzetközi tudóscsoport, amelynek sikerült azonosítania az akkor pusztító mandzsúriai, más néven ázsiai tüdőpestis kórokozóját, amelyet felfedezője után Yersinia pestisnek (Y. pestis) neveztek el. Ugyanebben az évben Kitaszato Sibaszaburo japán bakteriológus is izolálta. A kórokozó a Közép-Ázsiában honos hörcsögök, főleg patkányok bolhájában tenyészik. A baktérium elváltozást idéz elő a bolha beleiben, aminek következtében a rovar, a kórokozóval együtt, visszaöklendezi a kiszívott vért a sebbe, és így megfertőzi a gazdaállatot. Mivel a bolha az öklendezés miatt nem tud jóllakni, folyamatosan és agresszívan táplálkozik.
A járvány kitöréséhez egy rezisztens és egy a baktériumnak ellenállni nem tudó patkánypopulációra van szükség. A kórokozót a rezisztens patkányok tartják életben. A bolhák róluk átjutnak a védtelen populációra, és kitör a járvány a patkányok között. Amikor a gazdaállat elpusztul, a bolha átköltözik egy új gazdaállatra, ha nincs elég patkány, akkor az emberre.
A bubópestis során a nyirokcsomók fájdalmasan megdagadnak, ezek a névadó bubók, amelyek elsősorban a lágyékon, a hónaljban és a nyakon jelennek meg. Nagyjából a betegség harmadik napjára a fertőzött ember láza felszökik, hasmenése lesz, hányni, esetleg vérezni kezd, majd önkívületi állapotba kerül. A bőrön, különösen az ujjhegyeken és az orron fekete foltok jelennek meg annak következményeként, hogy a kisebb erek eltömődnek és kiszakadnak. A bubók néhány nap múlva rettentő fájdalmasan felszakadnak, és a genny kifolyik belőlük.
A tüdőpestis – a bubópestis fejlett változataként – emberről emberre tüsszögéssel, köhögéssel, váladékkal terjed. Ez még a bubópestisnél is gyilkosabb kór, és a középkorban szinte minden esetben halált okozott. A vérpestis a véráramban terjed. A legtöbb fertőzött ember a megbetegedés utáni 2-7 napban meghalt.
A történészek és mikrobiológusok között többségi konszenzus alakult ki: a fekete halált a Y. pestis két törzse okozta. Az egyik törzs Marseille felől, a másik Németalföld irányából terjedt el Európában.
Később több tudós felvetette, hogy a tünetek alapján más betegségekről is szó lehetett, például lépfenéről, ebola szerű vérzéses lázról, tífuszról, fekete himlőről, vagy ezek kombinációjáról. A pestis helyett más ragályra gyanakodók egyik érve az, hogy Izlandon éppen a kis jégkorszak idején pusztított a döghalál, pedig abban a hideg klímában sem a bolhák, sem a rágcsálók nem élhettek.

## A legyengült kontinens

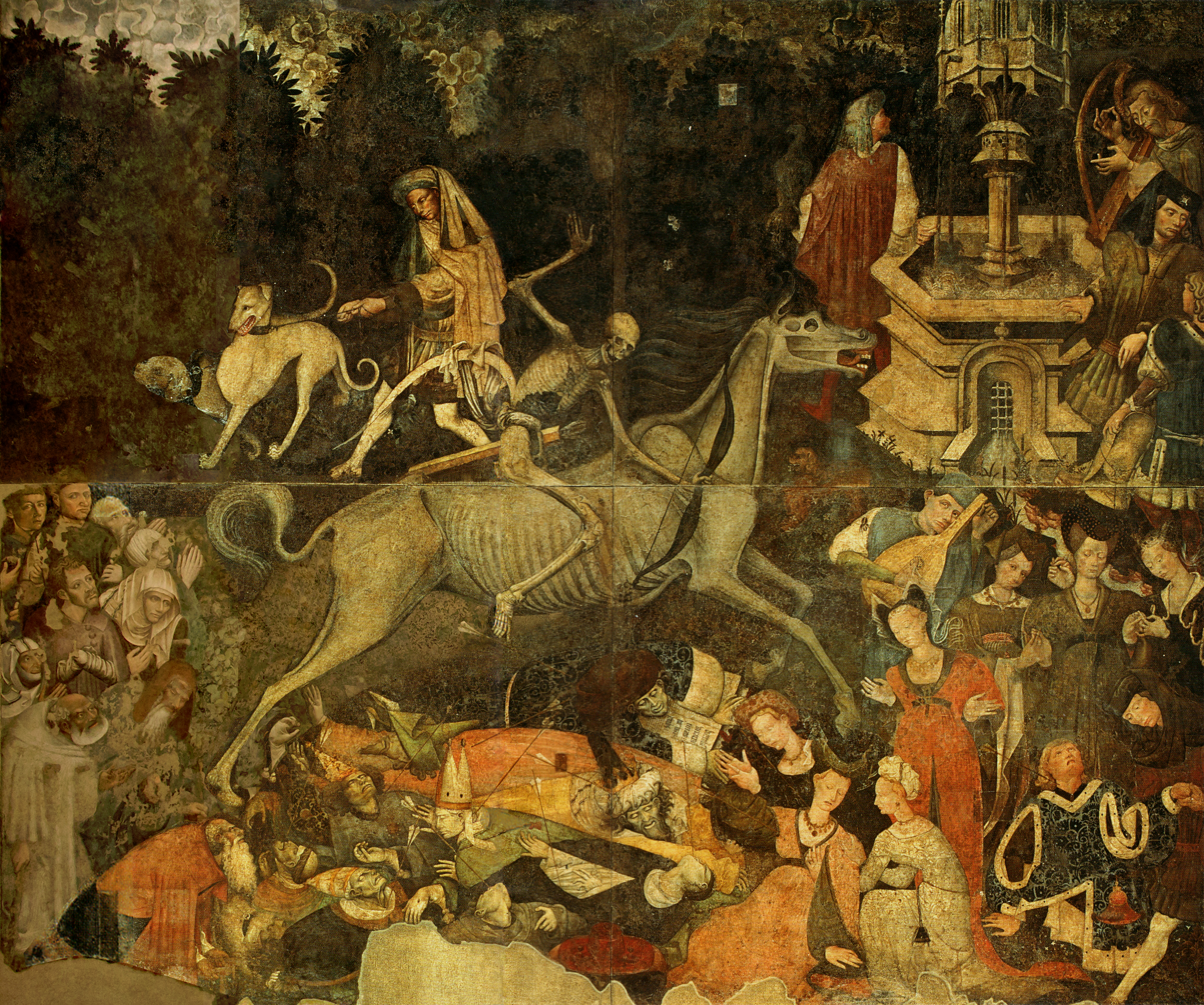
1446-os kép a palermói Palazzo Abatellisben; középen a lovagló halál

A pestis európai megjelenésének idejére a kontinens társadalma-gazdasága elérte fejlődési határait. A mezőgazdasági termelésbe bevont földeket kizsigerelték, ezért azok termőképessége jelentősen visszaesett. Ez élelmiszerhiányt, éhínségeket okozott. A problémákat fokozta a kis jégkorszak, amelynek következtében lehűlt a levegő, és a korábbi meleg, száraz klímát felváltotta a hideg, nedves idő. Az átlagos egy Celsius-fokos csökkenés jelentős károkat okozott a mezőgazdaságnak, Skandináviában fel kellett hagyni a gabonatermesztéssel, Angliában pedig a szőlőműveléssel. A sok eső miatt gyakoriak lettek az áradások.
1315-től az időjárás annyira csapadékos lett, hogy a gabona gyakran lábon elrohadt. A magas páratartalom és a hűvös időben lelassult párolgás miatt visszaesett a sólepárlás termelékenysége. A kevesebb, és emiatt drágább só következményeként nehezebb lett a húsok tartósítása, és ez is növelte az éhínséget. 1316-ban és 1317-ben a parasztok arra kényszerültek, hogy megegyék a vetőmagvakat is. Az emberek a nagy éhezésben ráfanyalodtak a macskákra, kutyákra és patkányokra, és egy korabeli feljegyzések szerint olykor a gyerekeiket, a kivégzett bűnözőket is megették. Az 1315–1317-es éhínség a kezdete volt az európai népesség csökkenésének, amelynek következményei csak mintegy százötven év múlva tűntek el.
A zsúfolt városokban elképesztő állapotok uralkodtak, amelyek lehetővé tették a járványok gyors terjedését. Az utcákon patakokban folyt a mocsok, az emberek egyszerűen kiöntötték éjjeliedényük tartalmát az ablakon. Az emberi és állati ürülék sokszor addig gyűlt az utcákon, amíg az eső el nem mosta. A polgárok sok helyen együtt laktak állataikkal, amelyek gyakran az utcákon kóborolva kutattak ehető maradékok után. Az ivóvizet rossz kutakból, az iparosok által szennyezett folyókból nyerték. Amikor III. Eduárd angol király a londoni közállapotokat nehezményezte 1349-ben, a városi hatóság közölte, nem tudja tisztán tartani a közterületeket, mert a pestis valamennyi utcaseprőt elragadta.

## Az első járványok Európában

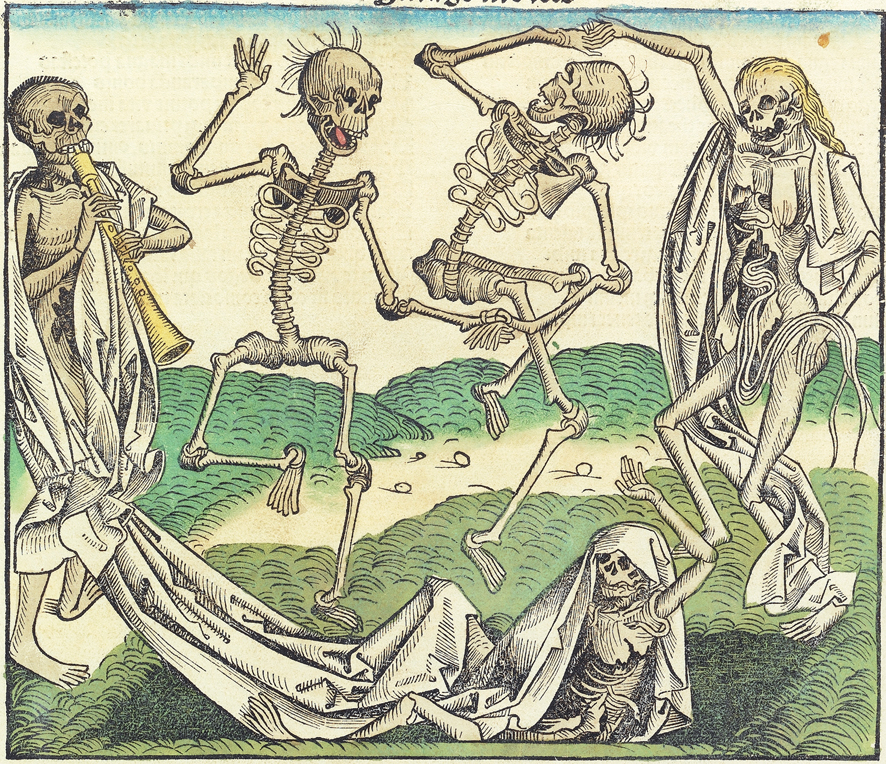
Kép a Nürnbergi Krónikából

A feljegyzések szerint a középkorban megjelenő fekete halál előtt két nagy pestisjárvány pusztított a világban. Az elsőt Thuküdidész jegyezte fel Athénban, i. e. 420-ban. A történetíró, akinek fia is meghalt a ragályban, alaposan dokumentálta a bubópestist.
Az időszámítás utáni első pestisjárvány, amelyről feljegyzés készült, a 6. században, I. Iusztinianosz bizánci császár uralkodása alatt a Bizánci Birodalomban jelent meg. Prokopiosz szerint a járvány 542-ben tört ki Konstantinápolyban, amely a kor legnagyobb és legforgalmasabb kikötője volt a Mediterrániumban. Mivel az emberek nem tudták, hogyan terjed a betegség, esélyük sem volt megakadályozni annak eljutását a távoli városokba. A járvány elérte Itáliát, Görögországot és Kis-Ázsiát.
Prokopiosz – Titkos történet című munkájában – úgy vélekedett, hogy a pestisért egyedül a császár a felelős, mivel vagy ő terjesztette el alattvalói között, vagy isteni büntetésként érkezett, amiért Iusztinianosz szélsőségesen kegyetlen és pazarló életet élt. A fertőzést az uralkodó is megkapta, de túlélte.
A halottak számát 25 millióra becsülik. A feljegyzések szerint a napi tízezret is elérte az áldozatok száma. A járvány néhány évente ismét felütötte a fejét, és száz év alatt 50 millióra emelkedett áldozatainak száma, ami a kontinens akkori lakosságának nagyjából felét tette ki.

## A fekete halál útja

### Közép- és Kelet-Ázsia
A történészek és a kutatók szerint a fekete halál Közép-Ázsiából, pontosabban a mai Mongólia és Nyugat-Kína területéről indult ki. Ma még tisztázatlan okokból a pestiskórokozók széles körben megfertőzték Közép-Ázsia mormotaállományát. Ezek a rágcsálók, szemben a patkányokkal, csak kevéssé voltak ellenállók, ezért tömegesen pusztultak el. Az 1340-es évek közepén az ázsiai mormotavadászok rengeteg elpusztult egyedet találtak, amelyeket megnyúztak, majd a bőrt értékesítették. A kórokozót hordozó bolhák így megkezdték vándorlásukat nyugat felé, végig a selyemúton. Európa előtt eljutottak Kínába és Indiába. A becslések szerint a 14. század első felében 25 millió ember halt meg pestisben Kínában és Közép-Ázsiában. 1346-os források szélsőségesen sok halálesetről számoltak be Indiában és Tatárföldön.

### Európa

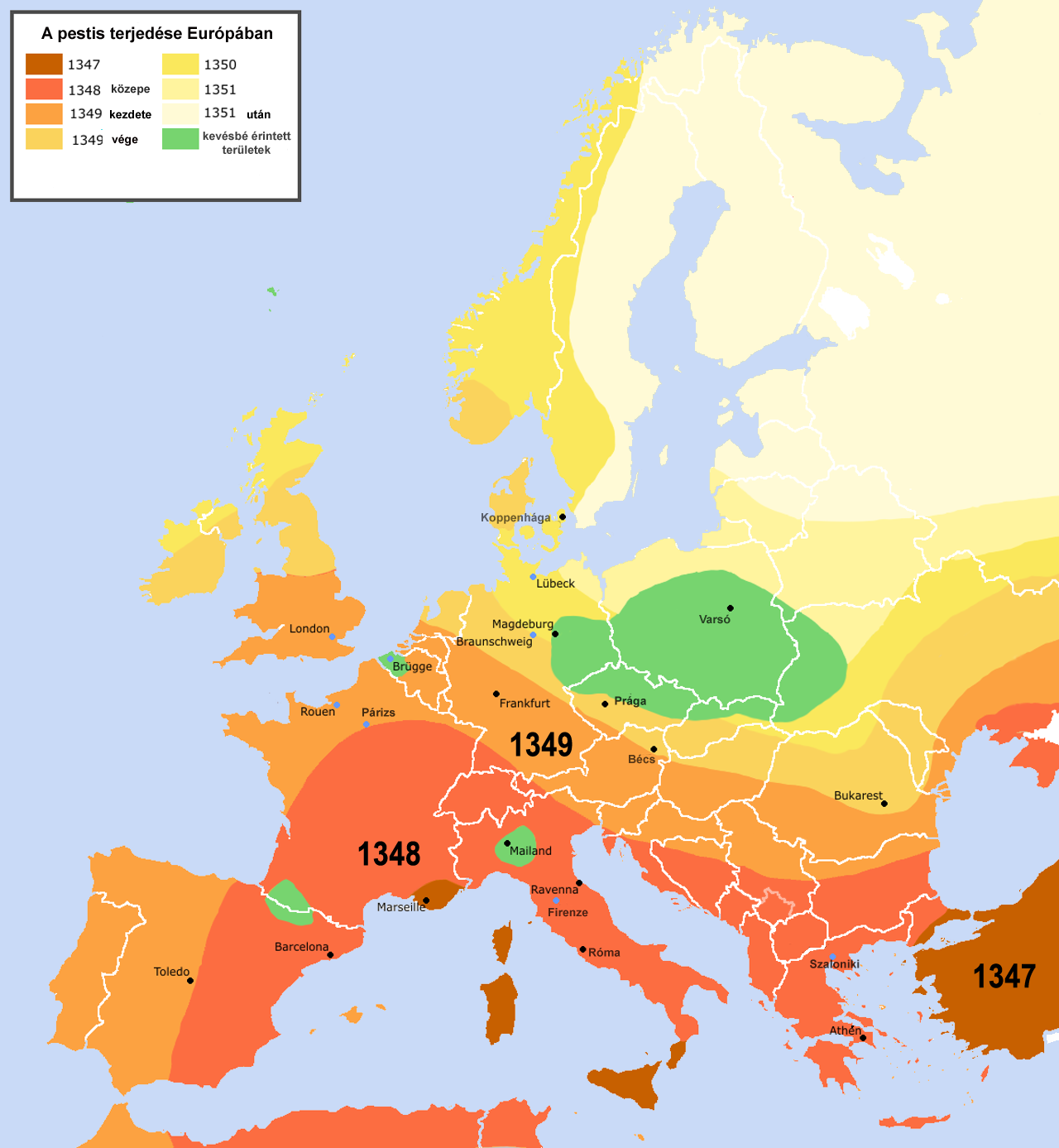
A járvány terjedése 1347 és 1351 között Európában (a mai országhatárokkal)

Európába 1347 októberében érkezett meg a kór, amikor a szicíliai Messinában kikötött 12 genovai kereskedőhajó, amelynek utasai a Fekete-tenger partján fekvő Kaffa, a mai Feodoszija kereskedővárosából menekültek el az ostromló Arany Horda elől. A kortárs Gabriele de' Mussis leírása szerint a pestis a mongolok között tört ki, akik a védők megtörésére katapultokkal a falak mögé lőtték a fertőzött holttesteket. A genovai hajókon mindenki halott vagy beteg volt, és hiába próbálták karanténba zárni őket, a kór gyorsan elterjedt, és hat hónapon belül a lakosság fele meghalt a szigeten.
„Amikor az emberek [a szicíliaiak] felismerték, hogy milyen halálos kór érkezett hozzájuk, gyorsan kizavarták az itáliaiakat városaikból. De a betegség maradt, és hamarosan halottak voltak mindenhol. Az apák elhagyták beteg gyerekeiket. Az ügyvédek megtagadták, hogy a haldoklókat felkeressék és végakaratukat rögzítsék. A szerzetesek és apácák gondozás nélkül hagyták a betegeket, és az apátságok és imaházak is hamar kiürültek, ahogy lecsapott rájuk a betegség. A holttesteket az üres házakban hagyták, és senki nem temette el őket keresztény módra” – írta egy szicíliai kortárs.
1348 elején további hajók érkeztek az ostromlott kereskedővárosból Genovába és Velencébe. A ragály észak felé terjedt: Pisában 1348 januárjában jelent meg. Giovanni Boccaccio szemtanúja volt Firenzében, ahogy a ragály elérte a várost márciusban. Dekameron című könyvében úgy becsülte, hogy százezren haltak meg Firenzében a következő júliusig.
1348 januárjában kikötött egy itáliai kikötőkből kiutasított hajó Marseille-ben, és a fekete halál Franciaországban is pusztítani kezdett. A kikötőváros lakosságának 50-60 százaléka meghalt. 1348 júniusára a pestis elérte Párizst, Bordeaux-t és Lyont. A kor híres sebésze, Guy de Chauliac azt javasolta VI. Kelemen pápának, hogy meneküljön Avignonból, de az egyházfő a városban maradt. A pápa megkapta a betegséget, de hat hét után felépült belőle.
A fertőzés Észak-Itáliából átterjedt Németországra. A kereskedelembe kevésbé bekötött, elszigetelt helyek, például Lengyelország és a baszk régió, elkerülték a nagy pusztítást. 1349-ben XI. Alfonz kasztíliai király csapatai megostromolták Gibraltárt, és a fekete halál mindkét oldalon sok áldozatot szedett. Alfonz visszautasította, hogy elhagyja csapatait, és meghalt. Ő volt az egyetlen uralkodó, aki pestisben pusztult el Európában.
Magyarországot is hamar elérte a pestis. Nagy Lajos király 1347-ben éppen Nápolyban tárgyalt velencei és genovai követekkel, amit a borzalmas erővel fellépő pestisjárvány miatt kellett félbeszakítani, és ekkor visszautazott Magyarországra. A következő évben tombolt a járvány az országban, majd 1360-ban ismét fellángolt. Bonfini szerint csak abban az évben Budán 16 ezer embert ragadott el a fekete halál, ami a lakosság tekintélyes része volt.

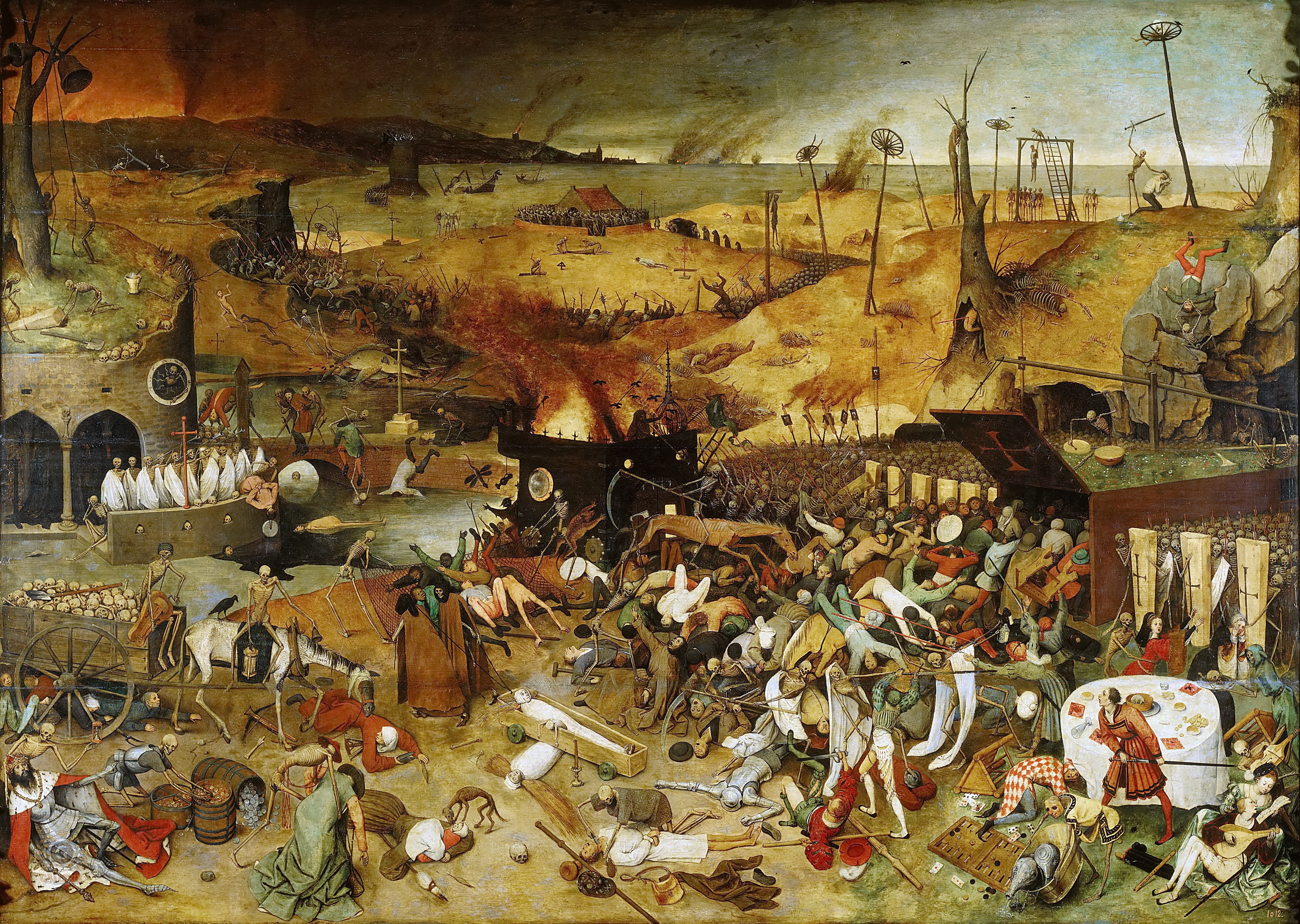
Pieter Bruegel: A halál diadala (olaj táblán, 1562 körül)

A brit szigeteket Melcombe-nál érte el a ragály egy hajó révén, amely Gascogne-ból érkezett. 1348 őszén Londonban is kitört a járvány, majd elterjedt Kelet-Angliában. 1349 tavaszán Walesben, késő nyarán északon gyilkolt, júliusban pedig elérte Írországot. A skótok, kihasználva az angolokat pusztító ragályt, megrohanták Durhamet. 1350-ben Skóciát is elérte a betegség. A brit szigeteken a lakosság 30-40 százaléka meghalt, de egyes falvak 80–90 százalékos veszteséget könyvelhettek el. Kilkennyben mindenki meghalt. A pestis 1361–64-ben, 1368-ban, 1371-ben, 1373–75-ben, 1390-ben és 1405-ben ismét pusztított. 1370-re a brit lakosság fele meghalt a járványok sorozatában.
1349-ben a ragály elérte Norvégiát is egy angol gyapjút szállító hajó fedélzetén. A bárka legénysége meghalt, mire elérték Norvégiát, és a céltalanul lebegő hajóhoz kievező helyiek örömmel konstatálták, hogy a rakomány érintetlen. 1350 és 1352 között a ragály Dániában, Németországban, majd Oroszországban pusztított, és végül keletre terjedve visszatért Ázsiába, és eltűnt.
Telente úgy tűnt, hogy a betegség visszavonul, de tavasszal, a bolhák megélénkülésével, újra terjedni kezdett. Öt év alatt 25 millió ember, Európa lakosságának egyharmada halt meg. 1352-es visszaszorulása után számos járvány söpört végig Európán 1369-ben, 1374–75-ben, 1379-ben, 1390-ben, 1407-ben, egészen 1722-ig, de olyan pusztulást, mint az első hullám, nem okozott. Ennek egyik oka a higiéniás szokások változása volt: az emberek gyakrabban fürödtek, és a nagyobb tisztaság miatt romlottak a bolhák és a patkányok általános életkörülményei.

### Közel-Kelet
A pestis Oroszország déli területeiről elérte a Közel-Keletet is. Konstantinápolyban 1347-ben jelent meg, és magával ragadta VI. Ióannész bizánci császár fiát, Andronicuszt is. Egy évvel később elérte Kairót, ahol a lakosság 40 százaléka meghalt, majd Alexandriát, azután Gázát. A Nílus-deltában helyenként olyan magasra halmozták a holttesteket, hogy a banditák mögöttük rejtőzve vártak áldozatokra. 1349-ben a ragály pusztított Jeruzsálemben, Damaszkuszban, Tuniszban és Aleppóban, valamint Dél-Egyiptomban. A betegség eljutott Jemenig, és az iszlám szent városágban, Mekkában is elterjedt. A pestis második, nyugatról érkező hulláma elpusztította a korábban megkímélt Bagdad lakosságának jelentős részét. Az iszlám világ lakosainak egyharmada elpusztult.
Ibn Khaldún arab történész gyerekfejjel élte át Tuniszban a járványt. Később így emlékezett vissza: „A keleti és a nyugati civilizációt egyaránt elérte a gyilkos pestis, amely nemzeteket pusztított el, és a lakosság eltűnését eredményezte. Elnyelte és elsöpörte a civilizáció sok jó dolgát. (…) Városokat és épületeket rombolt le, utakat és irányjelzőket töröl el, települések és kúriák ürültek ki. (…) A teljes lakott világ megváltozott.”

## Korabeli feltevések a járvány eredetéről

### Isteni büntetés

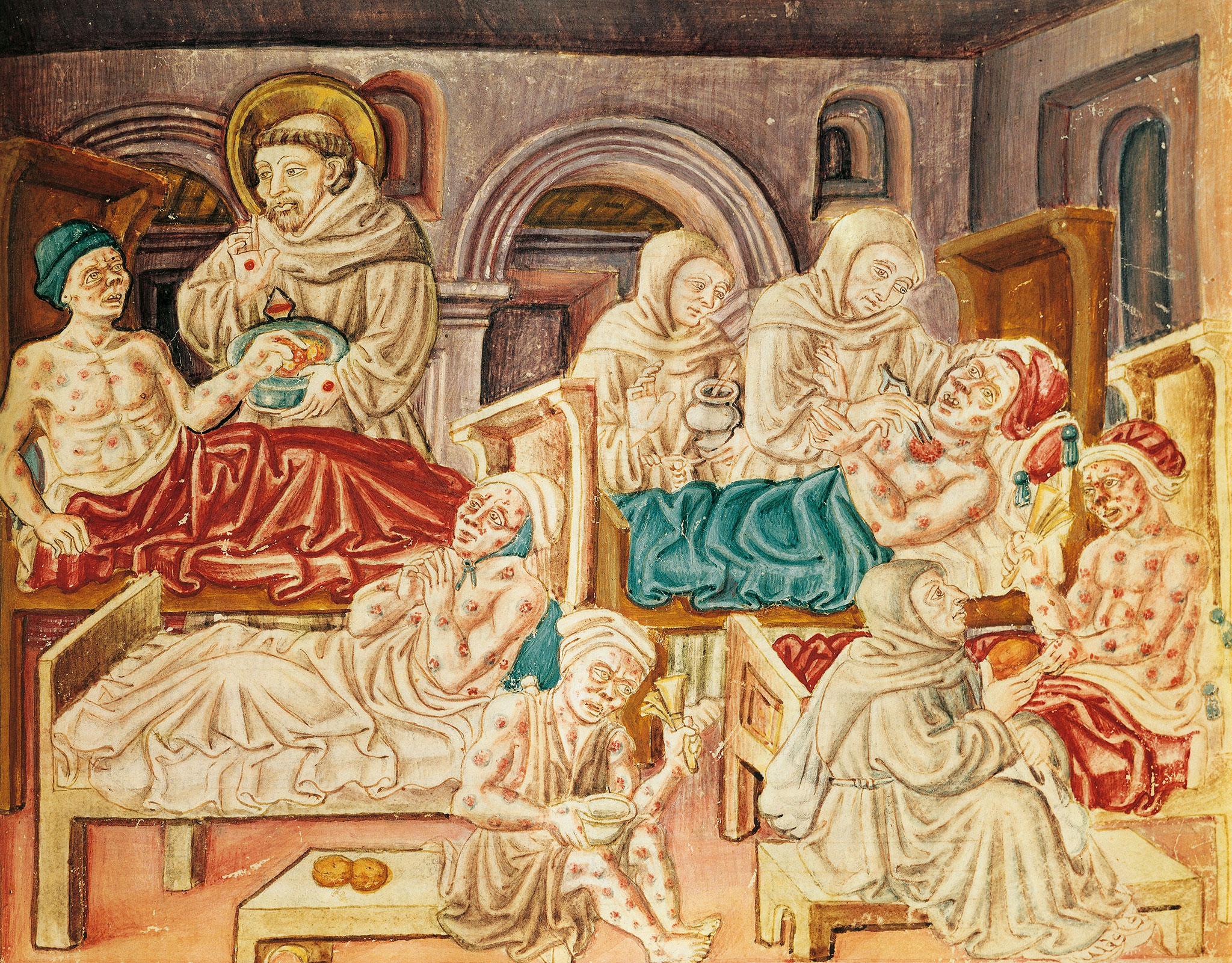
Ferences rendi szerzetesek a pestis áldozatait kezelik a 15. században

Mivel az emberek nem értették a kór biológiáját, sokan isteni büntetésnek tekintették azt mohóságukért, istentagadó életükért, eretnekségükért és paráználkodásukért. Ebből következőleg úgy vélték, csak Isten megbocsátása állíthatja meg a ragályt. Több helyen „megtisztították” a városokat az eretnekektől, mások viszont magukban keresték a bajok forrását, önsanyargató tisztulási folyamatba kezdtek.
Nyugat-Európában, különösen a német területeken, ekkor emelkedett fel a flagellánsok testvérisége, amely nagy csoportokban vonult városról városra, miközben magukat korbácsolva azért imádkoztak, hogy Isten könyörüljön meg az embereken, és szüntesse meg a pestis pusztítását. Ezek a csoportok is jelentős szerepet játszottak a kór terjesztésében.
A muzulmán világban elterjedt vélekedés volt, hogy a pestishalál kegyelem és mártíromság, amely összevethető a hitért folytatott harc hősi halálával. Ortodox imámok gyávaságnak nevezték a menekülést Allah akarata elől, de ez nem akadályozta meg például Kairó szultánját, hogy 1348-ban, a járvány tetőfokán elhagyja a várost.

### Miazma teória
Mások, mint a VI. Fülöp francia királynak készített jelentés szerzői, úgy vélték, hogy a járványt a bolygók szerencsétlen együttállása miatt keletkezett rossz levegő okozta. Ez az elmélet jelent meg már Simon Couvinnál is, aki úgy vélekedett, hogy a pestist a Jupiter és a Szaturnusz kedvezőtlen konstellációja okozza. A miazma teória először az ókorban jelent meg, Hippokratész is írt róla, és széles körben ismert volt Indiában, Kínában és Európában. Úgy hitték, hogy minden nagy járvány hátterében a szerves anyagok rothadása áll, ami mérgező levegőhöz vezet. Ez a feltevés egészen a késő 19. századik népszerű volt.

### Zsidók

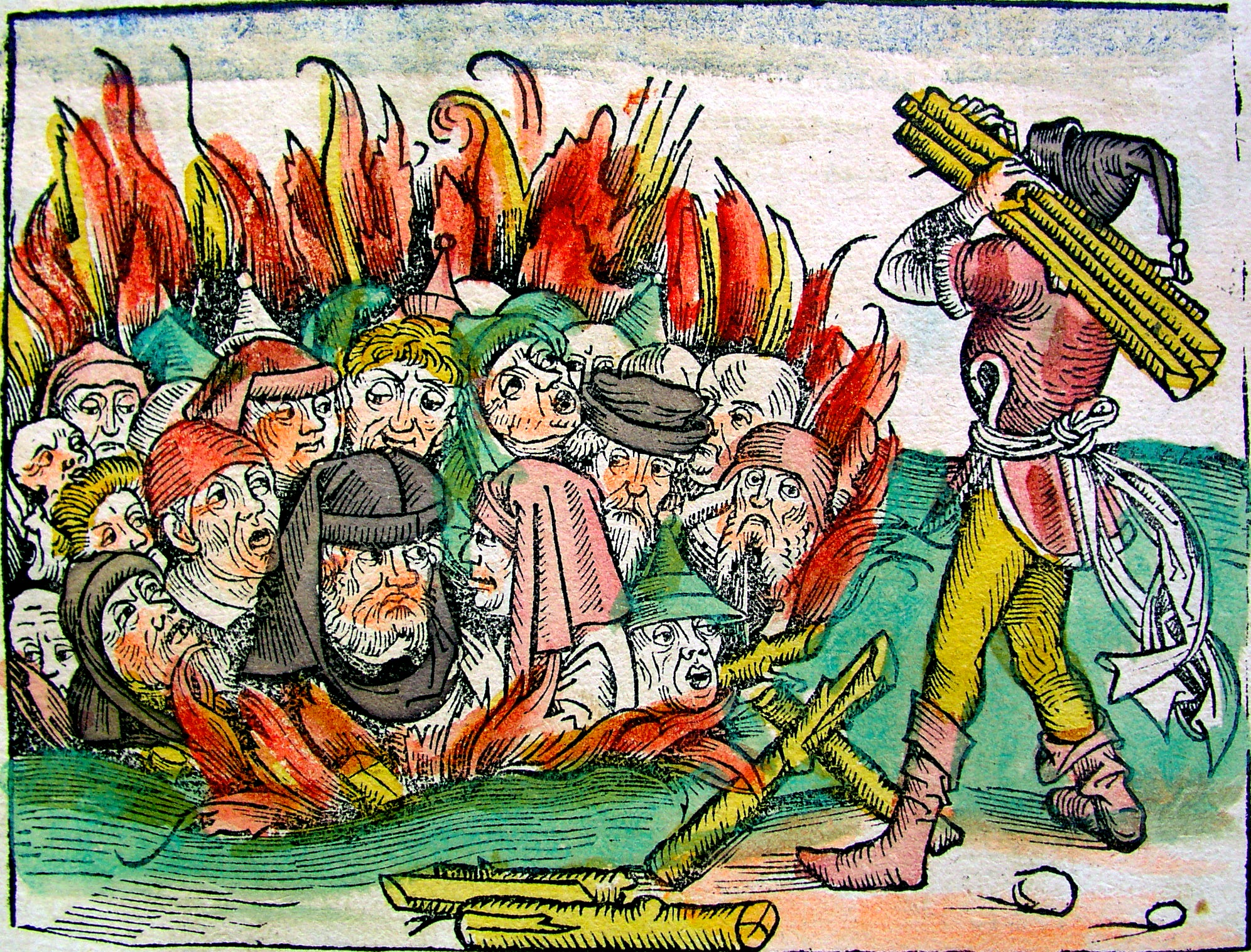
Zsidók máglyahalála, fametszet a Nürnbergi Krónikából (1493)

1348-ban Európa-szerte elterjedt az a rémhír, hogy a pestis mögött zsidó összeesküvés áll, amelyet Toledóból irányítanak. A rémhír terjesztői azt állították, hogy a zsidók megmérgezték a kutakat, és el akarják terjeszteni a ragályt Savoyában, Franciaországban, Svájcban és Itáliában. VI. Amadé (Amadeusz) savoyai gróf hatóságai letartóztatták a Genfi-tó partján élő zsidókat, és megkínozták őket. A zsidók a kegyetlenkedések hatására beismerték „bűnös szándékaikat”. A korabeli beszámolók szerint a hírrel futárok indultak útnak más településekre Svájcban, illetve a Rajna mentén Németországba.
1349. január 9-én Bázelben a városi zsidókat faházakba zárták, majd az épületeket rájuk gyújtották. Hasonlóan öltek meg legalább kétezer zsidót Strasbourgban, 12 ezret Mainzban és hatszázat Brüsszelben. 1349-ben a flagellánsok által feltüzelt emberek mészárlást rendeztek a frankfurti zsidónegyedben. Összesen legalább kétszáz városban voltak ilyen atrocitások; több ezer zsidót meggyilkoltak, vagyonukat elkobozták, hiába adott ki VI. Kelemen pápa a vádakat cáfoló bullát.

## Védekezés

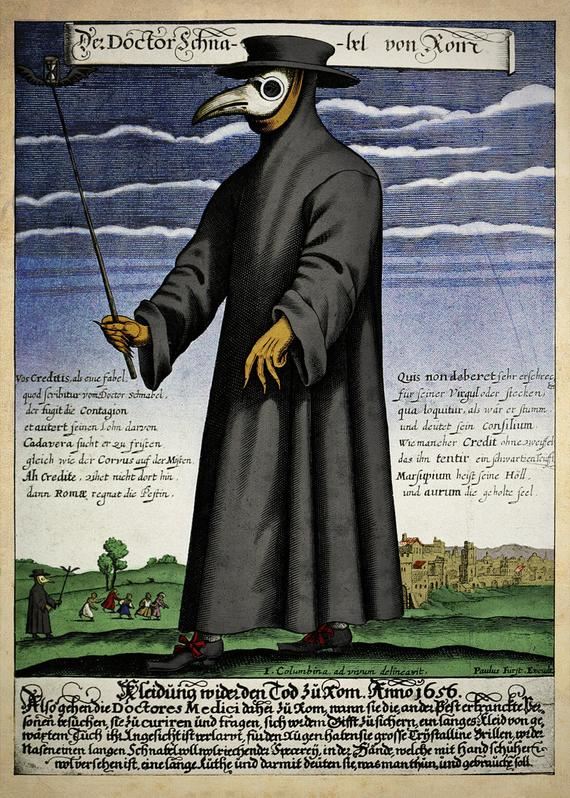
Pestisdoktor csőrös maszkjában, a csőrben fertőtlenítő hatásúnak tartott gyógynövényekből, fűszerekből és rózsaszirmokból készült keverék volt

A fekete halál elképesztő rettegést hozott mindenkire Európában: napok alatt teljes közösségek pusztultak el, és a betegség nem kímélt senkit. A legnagyobb problémát a holttestek eltüntetése jelentette. Giovanni Boccaccio így írt Firenze pusztulásáról: „Sokan az utcán haltak meg, éjjel és nappal egyaránt. Sokan mások a házukban haltak meg, és csak abból lehetett tudni, hogy már nem élnek, mert a szomszédaik érezték oszló tetemük szagát. Holttestek hevertek minden sarkon. (…) A holttesteket kicipelték a házakból, és az ajtó elé fektették, és minden reggelre rengeteg halott gyűlt össze.”
A holttesteket kordékra gyűjtötték össze az utcákról. A templomkertek és temetők megteltek, egyszerűen nem jutott elég hely a halottaknak, így tömegsírokba temették őket, vagy bedobták a folyókba. A leghatékonyabb megoldás valószínűleg az lett volna, ha a testeket elégetik, de ezt a katolikus egyház nem engedte.
Egy másik itáliai krónikás így rögzítette a látottakat: „Minden templomnál mély gödröket ástak a talajvíz szintjéig, aztán a nincsteleneket, akik az éjszaka folyamán haltak meg, gyorsan felnyalábolták, és a lyukba vetették. Reggel, amikor már sok testet lehetett a gödörben találni, némi földet lapátoltak rájuk, aztán később újabb halottakat és újabb réteg földet helyeztek rájuk, úgy, ahogy a lasagnét csinálják tészta- és sajtrétegekből”. Agnolo di Tura, aki szintén átélte a járványt, azt írta, hogy Sienában némely halottakat csak oly gyéren temettek be, hogy a kutyák kirángatták őket a gödörből. Avignonban disznókat is láttak, amelyek kitúrták a holttesteket.

### Haszontalan praktikák
Az emberek nem tudták, mi okozza a ragályt, miként védekezhetnek ellene. Az orvosok eret vágtak, felnyitották a bubókat, esetleg illatos fák, füvek füstjének belélegzését, vagy rózsavízben, ecetben fürdést javasoltak. Gentilis da Foligno feljegyezte, hogy az utcákon hatalmas tüzeket raktak, és illatos fákat égettek, hogy megtisztítsák az atmoszférát. Az orvosok tehetetlenül álltak a járvánnyal szemben. Guy de Chauliac azt írta: szégyen volt az orvosokra, hogy a betegségtől való félelmük miatt nem mertek kimenni a betegekhez. „Ha meglátogatták őket, akkor viszont nem volt gyógymódjuk, kezelésük nem mentett meg senkit. Egyetlen korábbi járvány nem volt ilyen pusztító, mint a mostani; azok elfoglaltak egy régiót, a mai az egész világot; azokra valamilyen módon volt gyógyír, erre nincs” – írta. Ő is megkapta a pestist, de hat hét szenvedés után felépült.
Gyógyítás

Az emberek pánikban voltak, az egészségesek féltek felkeresni a betegeket, ha tehették, megpróbáltak elmenekülni a pusztítás elől. Gyakran a rossz levegő elől menekülők vitték magukkal a kórokozókat a tiszta levegőjű helyekre. A szegények és a középosztály tagjai általában kénytelenek voltak ott maradni, ahol éltek. Mivel általános vélekedés volt, hogy isteni büntetés okozta a ragályt, sokan keresztet és az Úr könyörületéért esdeklő szöveget véstek házuk ajtajába.
Voltak olyanok, akik úgy vélték, hogy a levegő túl sűrű és mozdulatlan, ezért hangos zajokkal próbálták megtörni: félreverték a harangokat, tűzfegyvereket sütöttek el, vagy madarakat engedtek el a szobákban, hogy szárnyverdesésükkel keltsenek légáramlatokat. A betegek ügyeivel a pestisdoktorok foglalkoztak, akik a város alkalmazásában álltak. Nem feltétlenül voltak valódi orvosok; hatósági emberként próbáltak meg segíteni a betegeken, valamint vezették a holtak listáját.

### Karantén
Az egyetlen valóban hatásos védekezés a betegek elkülönítése volt, amikor bezárták őket az otthonukba, vagy éppen ellenkezőleg, kitelepítették őket a városból. A milánói orvosok azt tanácsolták az uralkodóknak, hogy kerítsék el azokat a házakat, ahol betegek vannak, még akkor is, ha egészségesek tartózkodnak velük együtt. A lépés hatására Milánóban követelte a legkevesebb halottat az itáliai járvány: a város lakóinak „csak” 15 százaléka pusztult el. Ragúzában a város vezető orvosa, Páduai Jakab azt javasolta, hogy a városfalakon kívül állítsanak fel egy tábort, ahol a betegeket kezelik.

## Következményei

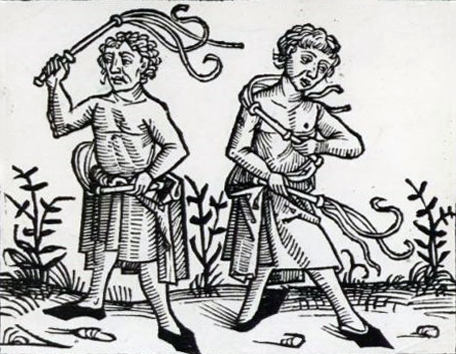
Önostorozó flagellánsok, a „Keresztes testvérek” tagjai bűneik vezekléséül a testüket ostorozták, mert a pestist Isten büntetésének vélték

Európa 75 millióra becsült lélekszáma 40-50 millióra csökkenhetett. Ezt – az éhínséggel és a százéves háborúval megnövelt – hatalmas veszteséget csak 150 év alatt heverte ki a kontinens. A városok elnéptelenedtek, ami akadályozta a termelés és a gazdaság helyreállását; Párizs lélekszáma például a felére csökkent.
Az érthetetlen, a semmiből lesújtó halál szélsőséges reagálást váltott ki az emberekből. Voltak, akik az emberi élet értéktelenségét látva a bujaságban, dáridókban kerestek menedéket, mások az egyházhoz fordultak, és önsanyargató életbe kezdtek. A katolikus egyház anyagilag megerősödve került ki a ragályból, ugyanis sokan hagyták vagyonukat rá, más szempontokból azonban csökkent a hatalma. Egyrészt a papság jelentős része meghalt, másrészt a ragállyal szembeni tehetetlensége és egyes tagjainak alantas viselkedése a kór terjedésének idején megkérdőjelezte autoritását.
A kórnak a borzasztó pusztítás mellett kedvező hozadéka is volt. A munkaerő, mivel drasztikusan csökkent a munkavállalók száma, értékesebb lett. A nemeseknek, egyházi tisztségviselőknek évszázadok óta először okozott problémát, hogy a termés betakarítására elég parasztot találjanak, így kénytelenek voltak jobban megfizetni őket. A jobbágyi kötelékek fellazultak. Az árak csökkentek, mert kevesebb ember tudta megvásárolni a termékeket. A defláció és az emelkedő munkaerőköltség miatt több birtokos kénytelen volt földjétől megválni, ami lehetőséget adott mások felemelkedésére.

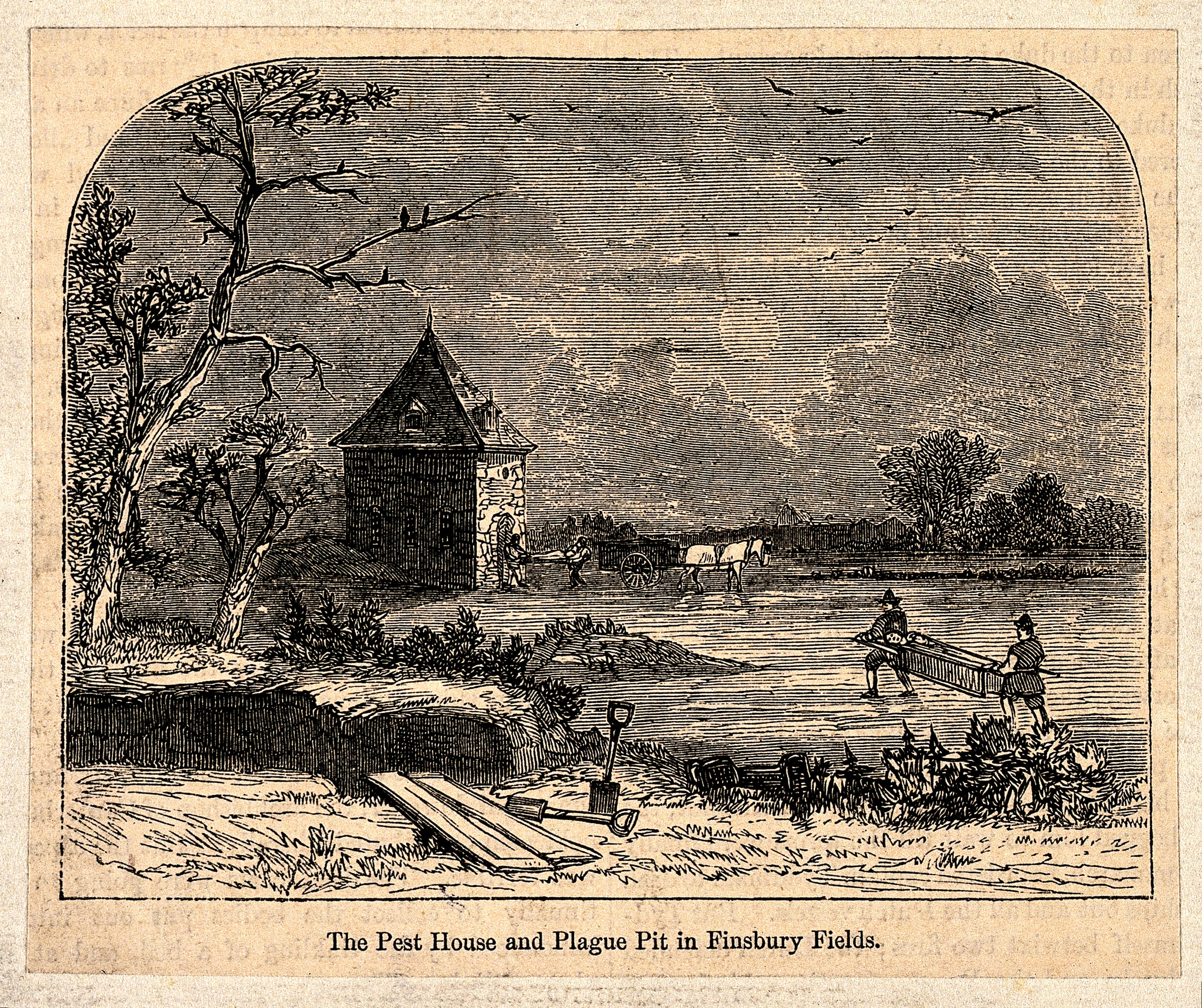
Pestis ház és pestis gödör, fametszet, Moorfields, London.

Megváltozott az emberek költekezési szokása is a nagyobb jövedelem miatt. Míg a pestis előtt a munkavállalók anyagi eszközeik túlnyomó részét alapvető élelmiszerekre, elsősorban gabonára költötték, addig a járvány elmúltával más típusú ételekre és ruházkodásra is tudtak félretenni. A magas bérek miatt a földtulajdonosok megpróbáltak olyan termékeket előállítani, amelyhez nem kellett nagy munkaerő, így sok földet legelőként hasznosítottak a korábbi gabonatermesztés helyett. Ezáltal több húst és gyapjút, utóbbiból pedig pamutot állítottak elő, amelyre a jobban kereső szegény réteg részéről volt is kereslet.
Mindezekkel párhuzamosan több jogot, elviselhetőbb munkakörülményeket követelő lázadások törtek ki, mint például az 1358-as Jacquerie-felkelés Franciaországban. 1378-ban Firenzében, három évvel később Angliában törtek ki parasztlázadások. A veszély elmúltával a városok gyorsan újranépesedtek, és az ipar, a szolgáltatások központjaivá váltak.
Míg a pestis előtti gazdaság az olcsó munkaerőre épült, addig a járvány után a gazdálkodók, iparosok kénytelenek voltak új termelési metódusok bevezetésére, amelyekkel ellensúlyozhatták a munkaerőhiányt. A technológiai fejlődés következtében átrendeződött a korábbi vagyonmegosztás, a földesurak hatalma meggyengült. Mindez a nyugati világ gyors fejlődését eredményezte.
A pestisjárványtól számítható a modern európai orvoslás kialakulása, valamint a komolyabb közegészségügyi intézkedések bevezetése a városokban. Ezek a szabályok, amelyek elsősorban az emberek helyváltoztatásával kapcsolatban léptek életbe, a fertőzés behurcolásának és továbbadásának megelőzését célozták.